# Diocese de Petrópolis
A Diocese de Petrópolis (Dioecesis Petropolitanus) é uma circunscrição eclesiástica da Igreja Católica Apostólica Romana, criada no dia 13 de abril de 1946 por meio da bula Pastoralis qua urgemur do papa Pio XII.

## História
A 27 de abril de 1892, o Papa Leão XIII criou a Diocese de Niterói pela bula Ad universas orbis Ecclesias. A 12 de setembro de 1893 nomeou seu primeiro bispo na pessoa de Dom Francisco do Rego Maia, sagrado em Roma a 26 de novembro do mesmo ano. Só tomou posse, assim mesmo por procuração, a 25 de fevereiro do ano seguinte.
Cinco anos depois, a 16 de julho de 1897, o mesmo papa Leão XIII separou da Arquidiocese do Rio de Janeiro a paróquia de Petrópolis, e transferiu para lá a sede da Diocese de Niterói, na sequência do bombardeamento de Niterói pela Esquadra sublevada, o governo do estado do Rio de Janeiro fora transferido para Petrópolis desde 1894.
Em 1901 D. Francisco do Rego Maia foi transferido para a então Diocese de Belém do Pará, e em 1902 sucedeu-lhe Dom João Francisco Braga como bispo de Petrópolis.
Este também foi transferido passado pouco tempo, desta vez para Curitiba em 1907 e no ano seguinte, em 1908, o Papa São Pio X fez retornar a sede da diocese para Niterói, e só depois nomeou o sucessor de D. João Braga, na pessoa de D. Agostinho Francisco Benassi.
A 13 de abril de 1946, pela bula Pastoralis qua urgemur, o Papa Pio XII criou a nova Diocese de Petrópolis, com território desmembrado das dioceses de Niterói e Barra do Piraí, escolhendo Dom Manoel Pedro da Cunha Cintra, Reitor do Seminário Central do Ipiranga e Visitador dos Seminários do Brasil, que chegou a Petrópolis em 25 de abril de 1948.
Sob sua inspiração surgiram o Seminário Nossa Senhora do Amor Divino, as Faculdades Católicas Petropolitanas, transformadas em universidade a 20 de dezembro de 1961 e tantas outras realizações que transformaram Petrópolis num centro cultural e religioso conhecido em todo o Mundo.
Hoje a diocese encontra-se dividida em quatro decanatos e 44 paróquias.

## Bispos
|                 | Nome                          | Período   | Notas                          |
| Bispos          | Bispos                        | Bispos    | Bispos                         |
| --------------- | ----------------------------- | --------- | ------------------------------ |
| 6º              | Joel Portella Amado           | 2024-     | Atual                          |
| 5º              | Gregório Paixão, O.S.B.       | 2012-2023 | Nomeado Arcebispo de Fortaleza |
| 4º              | Filippo Santoro               | 2004-2011 | Nomeado Arcebispo de Taranto   |
| 3º              | José Carlos de Lima Vaz, S.J. | 1995-2004 |                                |
| 2º              | José Fernandes Veloso         | 1984-1995 |                                |
| 1º              | Manoel Pedro da Cunha Cintra  | 1948-1984 |                                |
| Bispo coadjutor |                               |           |                                |
|                 | José Fernandes Veloso         | 1981-1984 |                                |
| Bispo auxiliar  |                               |           |                                |
|                 | José Fernandes Veloso         | 1966-1981 | Elevado a bispo coadjutor      |

## Decanato São Pedro de Alcântara de Petrópolis
- Catedral de São Pedro de Alcântara - Centro (1846)
- Nossa Senhora Aparecida (Quitandinha) - Petrópolis (1984)
- Nossa Senhora do Rosário (Centro) - Petrópolis (1880)
- Sagrado Coração de Jesus (Centro) - Petrópolis (1946)
- Santana e São Joaquim (Cascatinha) - Petrópolis (1912)
- Santa Clara (Valparaíso) - Petrópolis (1999)
- Santo Antônio (Alto da Serra) - Petrópolis (1933)
- São Jorge (Independência) - Petrópolis (2001)
- São José (Itamarati) - Petrópolis (1969)
- São Sebastião (Indaiá) - Petrópolis (1966)
- São Sebastião (Carangola) - Petrópolis (2013)
- Santa Rita de Cássia (Castrioto) - Petrópolis (2006)
- São Judas Tadeu (Mosela) - Petrópolis (2010)
- São Tomás de Aquino (Retiro) - Petrópolis (2005)
- São Charbel (Caxambu) - Petrópolis (2022)

## Decanato Santa Teresa de Teresópolis
- Nossa Senhora da Conceição (Nhunguaçu) - Teresópolis (1862)
- Sagrado Coração de Jesus (Barra do Imbuí) - Teresópolis (1965)
- Santa Rita de Cássia (Meudon) - Teresópolis (1999)
- Santa Teresa (Várzea) - Teresópolis (1941)
- Santo Antônio (Paquequer) - Teresópolis (1855)
- São Judas Tadeu - Teresópolis (1966)
- São José e São Charbel - Teresópolis (2003)
- São Pedro - Teresópolis (1986)
- São Cristóvão - Teresópolis (2010)

## Decanato São José de Anchieta de Magé
- Nossa Senhora da Piedade - Magé (1696)
- Nossa Senhora da Ajuda - Guapimirim (1755)
- Nossa Senhora da Conceição (Raiz da Serra) - Magé (1965)
- Nossa Senhora da Conceição e Santo Aleixo - Magé (1960)
- Nossa Senhora da Guia (Pacobaíba) - Magé (1640)
- Nossa Senhora Aparecida (Piabetá) - Magé (1696)
- Nossa Senhora Aparecida (Parada Modelo) - Guapimirim (2008)
- São Nicolau (Suruí) - Magé (1755)
- São Sebastião (Piabetá) - Magé (1986)

## Decanato Nossa Senhora do Amor Divino de Corrêas
- Nossa Senhora do Amor Divino (Corrêas) - Petrópolis (1960)
- Nossa Senhora da Conceição (Bemposta) - Três Rios (1855)
- Nossa Senhora das Dores - Areal (1931)
- Nossa Senhora de Fátima (Madame Machado) - Petrópolis (1996)
- Santana de Inconfidência - Paraíba do Sul (1839)
- Santo Antônio e Santo Agostinho (Nogueira) - Petrópolis (1996)
- São João Batista (Posse) - Petrópolis (1996)
- São José (Itaipava) - Petrópolis (1944)
- São José - São José do Vale do Rio Preto (1815)
- São Pedro (Pedro do Rio) - Petrópolis (1915)
- São Sebastião (Contendas) - São José do Vale do Rio Preto (2002)
- Nossa Senhora de Lourdes (Araras) - Petrópolis (2005)